# Автошлях Т 2118
Автошля́х Т 2118 — територіальний автомобільний шлях в Україні, Кегичівка — Сахновщина. Проходить територією Кегичівського та Сахновщинського районів Харківської області.
Починається в смт Кегичівка Т 2120 Т 2110, проходить через села Зелена Діброва, Нова Парафіївка, Германівка, смт Сахновщина Р79.
Загальна довжина — 25,1 км.